# Salvador Benítez Griñó
Salvador Benítez Griñó, també conegut pel malnom de «Pajaritos», (Vall-de-roures, 1918 - Ceret, 2 d'abril de 2004) fou un activista polític anarquista franjolí, membre de la Resistència francesa contra l'ocupació nazi. Va ser relativament famós durant dècades per la seva presència regular en tots els esdeveniments festius que podia, entre els que destacava la Nit de cap d'any a la Porta del Sol de Madrid, en les que lluïa curiosos vestits de botons que ell mateix dissenyava i un paraigua tot i que no plogués.
A seu poble natal fou conegut pel malnom de Pajaritos, denominació que li provingué d'un familiar seu (pare o iaio), que era d'origen andalús i treballava a les obres de l'embassament de Pena. Un bon dia aconseguí caçar una gran au aquàtica. Li preguntaren què era i respongué «un pajarito» (del castellà; "un ocellet"). No obstant, fora de Vall-de-roures es feu anomenar «El Boig del Matarranya».
Poc anys després d'acabar la Guerra civil espanyola s'exilià a França. Les autoritats alemanyes el detingueren i fou deportat durant poc més d'un any al camp de concentració de Mauthausen, on li fou assignat el número 29.925. En ocasions comentà que dels set de Vall-de-roures que eren a Mauthausen només en van sobreviure dos. Després de la Segona Guerra Mundial el govern alemany l'indemnitzà amb una bona pensió, juntament amb la que li pagà el govern francès per la seva participació a la Resistència francesa.

Gràcies a aquests estalvis es dedicà a anar de festa en festa i exhibir-se amb els seus vestits i, de vegades, participar o organitzar activitats amb molt enginy. Sobre la seva afició a dissenyar i col·leccionar paraigües i vestits plens de botons, ell mateix digué en una entrevista: 
| « | Em diverteixo i diverteixo a la resta, que penes suficients té el món. Jo mateix dissenyo els vestits. I porto 15 com aquest. | » |

El dia del sorteig de la loteria de Nadal sempre acabava enfocat per les càmeres de Televisió Espanyola, així com per a la Nit de cap d'any a la Porta del Sol de Madrid. El 2 d'abril de 2004 morí a la seva residència de la localitat nord-catalana de Ceret als 86 anys.